# Кодзима, Нобуюки
Нобуюки Кодзима (яп. 小島 伸幸 Кодзима Нобуюки, род. 17 января 1966, Маэбаси) — японский футболист.

## Карьера
На протяжении своей футбольной карьеры выступал за клубы «Бельмаре Хирацука», «Ависпа Фукуока», «Зеспа Кусацу».

## Национальная сборная
С 1995 по 1996 год сыграл за национальную сборную Японии 4 матча.

## Статистика за сборную
| Сборная Японии | Сборная Японии | Сборная Японии |
| Год            | Матчи          | Голы           |
| -------------- | -------------- | -------------- |
| 1995           | 3              | 0              |
| 1996           | 1              | 0              |
| Итого          | 4              | 0              |